# دولة القرامطة
دَوْلَةُ القَرَامِطَة أو الدَّوْلَةُ الْقِرْمِطِيَّة أو الجُمْهُوريَّةُ الْقِرْمِطِيَّة، هي دولة تاريخية كانت موجودة في شرق شبه الجزيرة العربية في القرنين العاشر والحادي عشر.

## التاريخ
كان القرامطة طائفة من الشيعة الإسماعيليين ظهرت عام 899 نتيجة للانشقاق الذي أعقب الإصلاحات الدينية لعبيد الله المهدي، مؤسس السلالة الفاطمية. أولئك الذين ظلوا مُخلصين للمبادئ القديمة أصبحوا يُعرفون بالقرامطة (ربما سُموا باسم حمدان قرمط، على الرغم من وجود نسخة تفيد بأنه هو الذي أخذ لقبه نيابة عن المجموعة). في نفس العام 899، تمكن الداعي الإسماعيلي أبو سعيد الجنابي من إنشاء دولة مستقلة في شرق شبه الجزيرة العربية. وبعد وفاة أبي سعيد، تولى نسله مقاليد الحكم.
شارك القرامطة في غارات مفترسة، خاصة في العراق. وفي عام 906، هاجموا قافلة عائدة من مكة وقتلوا 20 ألف حاج. في عام 919، نهب القرامطة البصرة، وبعد عام هاجمو  قافلة للحجاج، وفي عام 925 نهبوا الكوفة، وفي عام 929 تم محاصرة عاصمة الخلافة، بغداد. وصلت هذه الغارات إلى ذروتها في عام 930، عندما هاجم أبو طاهر بن أبي سعيد مكة أثناء الحج، وذبح الحجاج، وأخذ الحجر الأسود من الكعبة إلى عاصمته في الحص (الهفوف في السعودية حاليًا) كرمز لنهاية العصر الإسلامي.
في عام 931، تعرَّف أبو طاهر على شاب فارسي يُدعى بأبي الفضل باعتباره المهدي المُنتظر وجعله حاكمًا على دولة القرامطة. أدى حكم المهدي الأصفهاني الكارثي الذي دام 80 يومًا إلى إضعاف أُسس المذهب القرمطي وانخفاض تأثيرهم على المجتمعات القرمطية خارج الدولة.
وفي عام 950، أعاد القرامطة الحجر الأسود إلى مكة بعد أن دفع لهم الخليفة العباسي مبلغاً كبيراً من المال. وبحسب مصادر أخرى فإن ذلك تم بطلب من الخليفة الفاطمي المنصور بالله.
في عام 968  تمكن القرامطة من هزيمة القوات الفاطمية في بلاد الشام، وفي السنوات اللاحقة احتلوا دمشق ورام الله ومدن كبيرة أخرى، ولكن في 972–974 تم طردهم من هناك بواسطة قوة استكشافية من مصر. ونتيجة لهذه الحروب انقسمت دولة القرامطة وبدأ أحفاد أبي طاهر الجنابي بالحكم بشكل مستقل في جزيرة البحرين بدعم من الفاطميين.
وبحلول عام 976، أُجبر القرامطة على الانسحاب من العراق، وفي عام 985 فقدوا السيطرة على ممتلكاتهم في اليمن وعمان. وفي 987–988 جرت محاولة فاشلة لمداهمة بغداد. وقد حرمتهم فتوحات الأتراك السلاجقة من فرصة القيام بغارات مفترسة في العراق.
وبعد وفاة أبي يعقوب يوسف عام 977، انتقلت السلطة في البلاد إلى أيدي أعضاء مجلس الحكماء. ونشأت بداخلها مجموعات متحاربة فيما بينها وأعلنت مطالبتها بالعرش الشاغر للحاكم الأعلى للقرامطة. وقد تفاقم هذا الوضع بسبب الاضطرابات التي سببها أفراد المجتمع العاديين الذين كانوا غير راضين عن السلطة الحاكمة.
وأدى الصراع القبلي في دولة القرامطة إلى خسارة قطر عام 1073 والبحرين عام 1076. وفي وقت سابق، في عام 1067، سقط جزء من دولة القرامطة في جزيرة البحرين. وفي عام 1077، سقطت دولة القرامطة أخيرًا تحت هجمة القبائل المحلية تحت قيادة القائد السلجوقي أرتق بن أكسب. المجتمعات القرمطية في أماكن أخرى، التي كانت لا تزال تنتظر عودة المهدي " الغائب "، تفككت في نهاية المطاف أو تم استيعابها من قبل الإسماعيليين الموالين للفاطميين.
بعد القرامطة، انتقلت السلطة في شرق الجزيرة العربية إلى أيدي ممثلي الأسرة العيونية.

## البنية السياسية
بُني المجتمع القرمطي على مبادئ الشيوعية والمساواة، ولهذا أطلق عليهم بعض المؤلفين المعاصرين لقب "بلاشفة الإسلام". كان كل ما يكسبه القرامطة يذهب إلى الخزانة العامة، وكان مجلس الحكماء يتولى توزيع الأموال. يُمكن لأفراد المجتمع الأكثر احتياجًا الاعتماد على المساعدة من صندوق خاص. وكانت الأراضي والعبيد مملوكة للدولة، وكانت أدوات ووسائل الإنتاج ملكية خاصة.
تم تنفيذ إدارة الدولة من قبل مجلس مُنتخب من الحكماء يرأسه الحاكم الأعلى. وفقًا لأساطير البحرينيين الأصليين، كانت جميع القرى الثلاثمائة والثلاثين مدينة في هذه المنطقة يحكمها شيوخ منتخبون. تم انتخاب جمعية مكونة من 33 شخصًا من بين الشيوخ، والتي شكلت مجلسًا من ثلاثة أشخاص يرأسهم الزعيم الروحي والزعيم – الداعي. وفي عهد أبي منصور أحمد (944–972)، كان يحكم المجتمع مجلس منتخب من الأعيان يتكون من ستة أشخاص وستة من مساعديهم. ولاتخاذ القرارات، كان على المجلس التصويت بالإجماع.

### قائمة الحكام
- أبو سعيد الجنابي (899—913)[11]
- أبو القاسم سعيد الجنابي (913—923)[11]
- أبو طاهر الجنابي (923—931)[12]
- أبو الفضل الأصفهاني (931)
- أبو طاهر الجنابي (931—944)[12]
- أبو منصور أحمد (944—972)[12]
- أبو يعقوب يوسف (972—977)[12]
- مجلس الحكماء (منذ 977)[13]

## الدين
دعا مؤسس القرامطة حمدان قرمط إلى عقيدة المنقذ القادم، وأسس الشيوعية (ذكر ابن أيبك الدواداري أنها تنطبق أيضًا على الزوجات، ولكن مدى صحة هذه المعلومة غير معروف)، وألهم أن الطقوس وجميع أنواع الأوامر الدينية الخارجية غير ضرورية، وأعلن أن الله يسمح للإسماعيليين بنهب ممتلكات وسفك دماء خصومهم المسلمين دون عقاب. كان قرامطة البحرين أقرب إلى الإسلام من قرامطة جنوب العراق، حيث إنهم لم يرفضوا القرآن، بل فسروه مجازياً (ومن هنا لقبهم "الباطنية"، أي المجازيين). ولم يكن للقرامطة مساجد، ولم يصلوا أو يصوموا في شهر رمضان، لكنهم سمحوا لأهل السنة والجماعة الذين يعيشون بينهم بممارسة عباداتهم.